# Danzatrice con cembali
La Danzatrice con cembali è un'opera scultorea in marmo di Antonio Canova eseguita tra il 1809 e il 1812 e conservata nello Bode-Museum a Berlino.
Il gesso di questo capolavoro viene conservato presso la Gipsoteca canoviana di Possagno.La ragazza è rappresentata nell’atteggiamento di fare un elegante passo di danza, indossa dei sandali ai piedi e con le dita delle mani afferra delicatamente i cembali, che sta suonando. Il corpo, fermo sulla punta di un piede, si protende verso l'alto come per seguire il suono che ha appena prodotto con i cembali, mentre la testa abbassata sulla spalla è in ascolto delle ultime vibrazioni che lentamente svaniscono.
Nell'opera la fanciulla è colta in un movimento di danza con le braccia sollevate in alto mentre stringono i cembali e il piede sinistro sollevato all'indietro.

Note
1. ↑   Danzatrice con i cembali, su Museo Gypsotheca Antonio Canova. URL consultato il 27 giugno 2023.